# 条子河
条子河，原名红嘴河，俗称四平北河，位于中国东北地区，是招苏台河左岸支流，发源于四平市铁东区石岭镇（旧属梨树县）郭家村兰家沟，蜿蜒向西北流经四平市区，出四平铁西区后成为吉林和辽宁两省界河，过梨树县喇嘛甸镇前胡家村后进入辽宁昌图县境内，于昌图曲家店镇西北汇入招苏台河。河长89.5千米，流域面积861平方千米。年均流量0.158亿立方米。条子河是四平市城区主要的排水河道，上游植被较好，下游以耕地为主。上游的下三台水库主要向四平市城区供水。